# 매트릭스 컴퍼니
"매트릭스 컴퍼니"(Matrix Company)는 한국에서 제작된 윤혜렴 감독의 2008년 코미디, 판타지 영화이다. 이명행 등이 주연으로 출연하였고 김지은 등이 제작에 참여하였다.

## 출연

### 주연
- 이명행
- 이용녀
- 이종민
- 김서희

## 기타
- 조명: 장도훈
- 조연출: 김종재
- 녹음: 김정훈
- 녹음: 박승주
- 미술: 노희선